# Ромочевиця
Ромочевиця — село у Мукачівській міській громаді Мукачівського району Закарпатської області України.
Межує з селами: Фагараш — з півночі, Пістрялово — з північного заходу, Макарьово — із заходу, Горбок — з півдня, Залуж — зі сходу, навколо села вінком іде пагорб Копань.

## Історія

Печатка с. Ромочевиця, XVIII ст.

На місті села існувало поселення Роман-потік, зруйноване під час татаро-монгольського нашестя. Пізніше тут був розташований маєток марамароського піджупана Станіслава Довгая, який було спалено через борг перед князем Коріатовичем.
В 1398 році король Жигмунд подарував Петрові Ромочаєви (сербу за походженням) міст на Латориці, на якому бралося мито.Відомо,що після нещасливої для сербів битви на Косовім полі,багато з них рятувались від турків у володіннях короля Жигмонда,двоє з них- Лазаревич і Бранкович-  навіть отримали Мукачівський замок після смерті Коріятовича.Але не виключено,що у назві села відбився румунський(валашський) слід,на що вказує корінь топоніма -Ром-.
Перша згадка про Ромочівську школу припадає на 1682 р., є відомості, що у 1704 році священник Василь Поп «учив діти на віросповіданіє и Граматику за слов'янським алфавітом».
Добровольці з Ромочевиць брали участь у повстанні куруців та облозі Мукачівського замку Ференцем ІІ Ракоці у червні 1703 року.Історик повстання куруців Антоній Годинка приводить у своїй книзі ім,я одного з них - Дмитра Голчі.

## Релігія
За записами Михайла Алмашія, перша дерев'яна церква стояла в Ромочевиці в урочищі Ліщани і те місце до комуністичних часів позначав хрест, а другу церкву збудували на високому пагорбі між селами Залужжя та Ромочевиця.
На початку XX ст. вірники Ромочевиці збиралися збудувати свою окрему церкву на тому ж бережку (на землі Василя Гомоная), на якому збиралися будувати церкву 200 років тому, але священники вмовили громаду погодитися на спільну церкву. Вирішальним стало слово авторитетного старости Василя Гомоная (Грицака).
Муровану церкву почали будувати 1909 p., вимурувавши стіни довкола старої дерев'яної церкви, а посвятили нову споруду в день Покрови 1912 р. За іншим переказом, війна перервала працю і посвятили завершену церкву 14 жовтня 1923 р.
За спогадами місцевого вчителя Василя Івановича Малелька (1916 р. н.), церкву будували майстри-італійці, а дерев'яну — розібрали і начебто передали в інше село.
У середині березня 1919 року в Ромочевцю ввійшли румунські війська, яких невдовзі по тому змінили чехословацькі. Чехословацький період 1920—1939 рр. у житті села відзначився бурхливим розвитком народної освіти, господарювання, культурних та спортивних організацій.
Після Віденського арбітражу 1938 року та анексії Мукачева Угорщиною, Ромочевиця стала прикордонним селом. На виборах до Сойму Карпатської України селяни підтримали Українське Національне Об'єднання, за УНО в Ромочевиці проголосували 192 виборці, проти — 29. Навесні 1939 р. Угорщина розпочала військові дії проти Карпатської України, оборона села силами місцевої жандармерії продовжувалась до 14 години 16 березня. Під угорською владою Ромочевиця залишалася по жовтень 1944 р., 25 жовтня в село звільнили радянські солдати. 26 листопада 1944 р. делегація села Ромочевиця, яку очолював Василь Печора (Метриканич) на з'їзді Народних Комітатів у м. Мукачеві проголосувала за возз'єднання з Україною.
За радянських часів село приєднано до с. Залуж, як окрему адміністративну одиницю відновлено в 1992 р.

## Населення
За переписом населення України 2001 року в селі мешкало 560 осіб.

### Мова
Розподіл населення за рідною мовою за даними перепису 2001 року:.
| Мова       | Відсоток |
| ---------- | -------- |
| українська | 79,10 %  |
| русинська  | 20,36 %  |
| білоруська | 0,36 %   |
| угорська   | 0,18 %   |

## Туристичні місця
- храм Покрова 1912
- озера

## Видатні уродженці
- Дурдинець Василь Васильович (1937) — український політик.
- Дурдинець Петро Петрович (1930) — академік Лісівничої академії наук України.
- Чопей Василь (1856—1934) — педагог, мовознавець,перекладач.
- Турянин Федір Васильович (1938—2013) - український музикант
- Освітяни.
- Чопей Ласло. Навчався в Мукачівській гімназії,в Будапештському університеті.Все життя працював у гімназіях Будапешту.Був перекладачем на угорську в канцелярії премьєр-міністра.Писав підручники для шкіл.Уклав перший україно(русинсько)-угорський словник  на 20 тисяч слів.Помер у Будапешті.
- Чопей Іван(1923)-педагог,письменник.Закінчив Мукачівську гімназію,Ужгородський університет.Учителював  у школах в  Залужі,Пістрялові,був директором Мукачівської середньої школи  номер 3,директором школи-інтернату.Займався літературною творчістю- писав  поезії,п,єси,байки.
- Алмашій Михайло Іванович (1930) - етнограф, фольклорист,Заслужений учитель України,суспільний діяч.Створив з кращих педагогів "Педагогічну Академію",член Національної ліги композиторів України,автор методичних рекомендацій,статей про педагога О.Духновича,керівник хору "Стара співанка",регент хору Святопокровської церкви в селі,автор книги "Система національного виховання"(Київ,1993).Уклав "Русинську педагогічну енциклопедію"(Ужгород,2005).